# Ковид 19 и псоријаза
Ковид 19 и псоријаза један је од проблема који се јавио у пандемији коронавирусом јер је код дерматолога изазвао бројне дилеме. Имајући у виду да је псоријаза имунолошки посредована болест која погађа скоро 3% популације, као и да је она болест која се лечи циљаним ефекторским цитокинима који су идентификовани као пресудни у патогенези ове болести (нпрТНФ алфа, ИЛ-12-23, ИЛ 17 и ИЛ 23.
Уобичајени приступ овој болести је сугерисање континуираног лечења пацијенте, јер би промена терапијског распореда могла повећати ризик од имуногености, а тиме и неуспеха лечења. Имајући ово у виду јавило се питање да ли пацијенти са псоријазом који се лече имуномодулаторним и имуносупресивним лековима морају да прекину лечење псоријазе усред страха од инфекције ковидом 19 и њених последица. У том смисли један од изазова је како се може подржати пацијенте у овом критичном времену - пандемији коивда 19?
У потрези за одговором на ово питање користе се претходни извештаји о епидемијама коронавируса у свету, тренутни објављени докази о патогенези и клинички извештаји о инфекцији ковидом 19 код имуносупресираних пацијената, на основу којих се жели постићи правилно доношење научно заснованих одлука за лечење псоријазе.

## Полазне основе
Псоријаза утиче на различите људе на различите начине. У принципу, псоријазни плак је хронично (упорно) стање са епизодама погоршања које долазе и одлазе. Међутим, неке студије су показале да, током времена, псоријазни плак може нестати потпуно у неком тренутку код око 1 од 3 пацијента. Неки од пацијената дуги низ година, су без манифестних знакова псоријазе, а онда се болест може поново распламсати.
Капљичаста псоријазе обично нестаје у потпуности после неколико месеци. Али, нове епизоде овог облика псоријазе, стварају већу него уобичајено могућност за развој хроничног псоријазеног плака у каснијем периоду живота.
Тренутно не постоји трајан лек за лечење псоријазе. Међутим постоје многе врсте третмана које помажу у контролисању саме болести и ублажавању тегоба. Псоријаза се тешко лечи због њене обновљивости (релапса), односно периода у којима болест мирује и периода у којима се она изнова јавља.
Иако не постоји специфичан лек за успешно лечење, сврха терапије псоријазе је да успори брз раст ћелија коже и смањи њена иритација и упала. Која врста терпија ће се прописати зависи од типа псоријазе, њене локализације на телу, интензитета промена, старости и општег здравственог стања пацијента.
Према препорукама из 2013. датим у Међународном консензусу за оптимално лечење псоријазе код болесника у земљама у транзицији, са умерено до озбиљним псоријатичним плаком препоручена је примена метотрексата и циклоспорина, биолошких агенса и комбиноване терапије.
Смернице ААД (Америчког дерматолошког удружења) препоручују терапију са метотрексатом, циклоспорином, и ацитретином, узимајући при томе у обзир могуће контраиндикације и интеракције ових лекова.
Недавно је од стране дерматолога и имунолага изражена извесна забринутост због могућности да имуносупресивно лечење усмерено на цитокине може бити фактор ризика за учесталију појаву инфекције вирусом САРС-КоВ-2 код пацијената са псоријазом. Међутим како се сценарио пандемије ковида 19 врло брзо мења, свакодневно се пријављују нови подаци о клиничким и серолошким карактеристикама оболелих случаја, што усложњава стицање правих сазнања.
Током ове пандемије, одлуку о томе да ли ће наставити или прекинути лечење псоријазе лекар мора  засновати на научним доказима. При томе лекар мора поступати врло опрезно, јер, за сада имамо само индиректне доказе, о могућим штетним последицама лечења псоријазе код резчних група пацијената.
При томе треба стално имати на уму да би ирационални страх од  ковида 19 могао да доведе до превелике психолошке патње, људи са болестима као што је псоријаза, и тиме индиректно погоршати своје стање, јер су и са смо псоријазом они већ у хроничној психолошкој невољи.
Такође треба имати у виду да престанак имуносупресивног или имуномодулирајућег лечења код псоријазе може довести до смањеног одговора на лечење из неколико разлога, од којих је најважнији поремећај имуногености, и довести до високе учесталости локалних реакција, због нарушене способности стимулације имуног одговора.

## Претпоставке
За сада постоје претпоставке о могућа три снажна доказа:
- Докази да до сада нису објављени извештаји о имуносупресији која представља ризик или погоршава стање болести оболелих од ковида 19.
- Докази да је озбиљност болести, као што се десило и код других епидемија коронавируса, повезана са „олујом цитокина“ која мора бити контролисана да би се постигао опоравак. Штавише, циљни цитокини у лечењу псоријазе (као што су ТНФ-α, ИЛ-17, ИЛ-23) нису међу најрелевантнијим код упале повезане са ковидом 19.
- Докази да су најважнији фактори ризика који доводе до озбиљније болести од ковид 19 и САРС-а су коморбидитети које можемо наћи како код других хроничних болесника тако и код пацијената оболелих од псоријаза, и/или да су у том смислу могуће израженије последице од ковида 19 код ових пацијента.[17]

## Закључак
У закључку и поред опреза, лечење псоријатичних пацијената са биолошким средствима не би требало да буде прекинуто у време пандемије ковида 19. Опрез мора бити усмерен на старије пацијенте са истовременим коморбидитетима као што су хипертензија, дијабетес и гојазност који повећавају њихову шансу да развију тежу клиничку слику болести, ако се икада заразе ковидом 19.
У овој специфичној групи пацијената, и у другим случајевима, одлуку о прекиду лечења псоријазе треба донети тек када пацијенти развије симптоме сличне грипу или ковиду 19 (аносмија, астенија) или ако су особе са псоријазом изложен ризичном контакту са зараженим особама.
Поред налаза бројних студије, ова иницијатива довела је и до окупљања и формирања групе из различитих медицинских специјалности, како би мутидисциплинарно прегледали и синтетизовали податке у реалном времену и пружили драгоцене смернице и нове информације  за пацијенте и тимове који се баве негом и лечењем болесника.